# (20074) Laskerschueler
(20074) Laskerschueler ist ein Asteroid des Hauptgürtels, der am 14. Januar 1994 vom deutschen Astronomen Freimut Börngen an der Thüringer Landessternwarte Tautenburg (IAU-Code 033) in Thüringen entdeckt wurde.
Benannt wurde der Asteroid am 9. Mai 2010 nach der deutsch-jüdischen Dichterin Else Lasker-Schüler (1869–1945), einer herausragenden Vertreterin der avantgardistischen Moderne und des Expressionismus, die 1933 nach Repressalien durch die Nationalsozialisten Deutschland verließ.